# Enrico Pozzo
Enrico Pozzo (Biella, 12 febbraio 1981) è un ex ginnasta italiano.

## Biografia
Ha cominciato a praticare ginnastica artistica all'età di sei anni. 
Ha gareggiato per l'Aeronautica Militare ed è stato allenato da Andrea Sacchi e Alberto Fornera.
Ha rappresentato l'Italia a tre edizioni consecutive dei Giochi olimpici estivi: Atene 2004, Pechino 2008 e Londra 2012, senza riuscire a salire sul podio.

## Palmarès
Giochi olimpici
- 12º Atene 2004
- 12º Pechino 2008
- 11º Londra 2012

Mondiali
- 11º ai Mondiali di Anaheim nel 2003 nel concorso a squadre

Europei
- 6º agli Europei di Amsterdam del 2007 nel corpo libero
- Argento Amsterdam 2007 (squadre)
- 7º agli Europei di Losanna del 2008 nel corpo libero

Giochi del Mediterraneo
- Argento Tunisi 2001 (corpo libero)
- Bronzo Almeria 2005 (corpo libero)
- Oro Pescara 2009 (sbarra)
- Argento Pescara 2009 (concorso generale)
- Oro Pescara 2009 (squadre)
- Argento Mersin 2013 (squadre)
- Bronzo Mersin 2013 (sbarra)

## Campionati nazionali
- Oro 7 volte campione assoluto (2003-2004-2005-2007-2011-2012-2016)

## Manifestazioni internazionali
- Argento DTB-Pokal 2007 (sbarra)
- Argento Osijek Grand Prix 2010 (corpo libero)

## Riconoscimenti
- Atleta piemontese dell'anno 2010[1]
- Premio fiaccola 2011[2]
- Premio regione Piemonte 2012[3]